# 巴扎托普村
巴扎托普村，是中国新疆和田地区于田县喀拉克尔乡下辖的一个自然村。巴扎托普村有5个村民小组（小队），1270人。该村种植小麦、玉米、核桃、红枣、苜蓿等农产品。。